# Deutschordensballei Schwaben-Elsass-Burgund

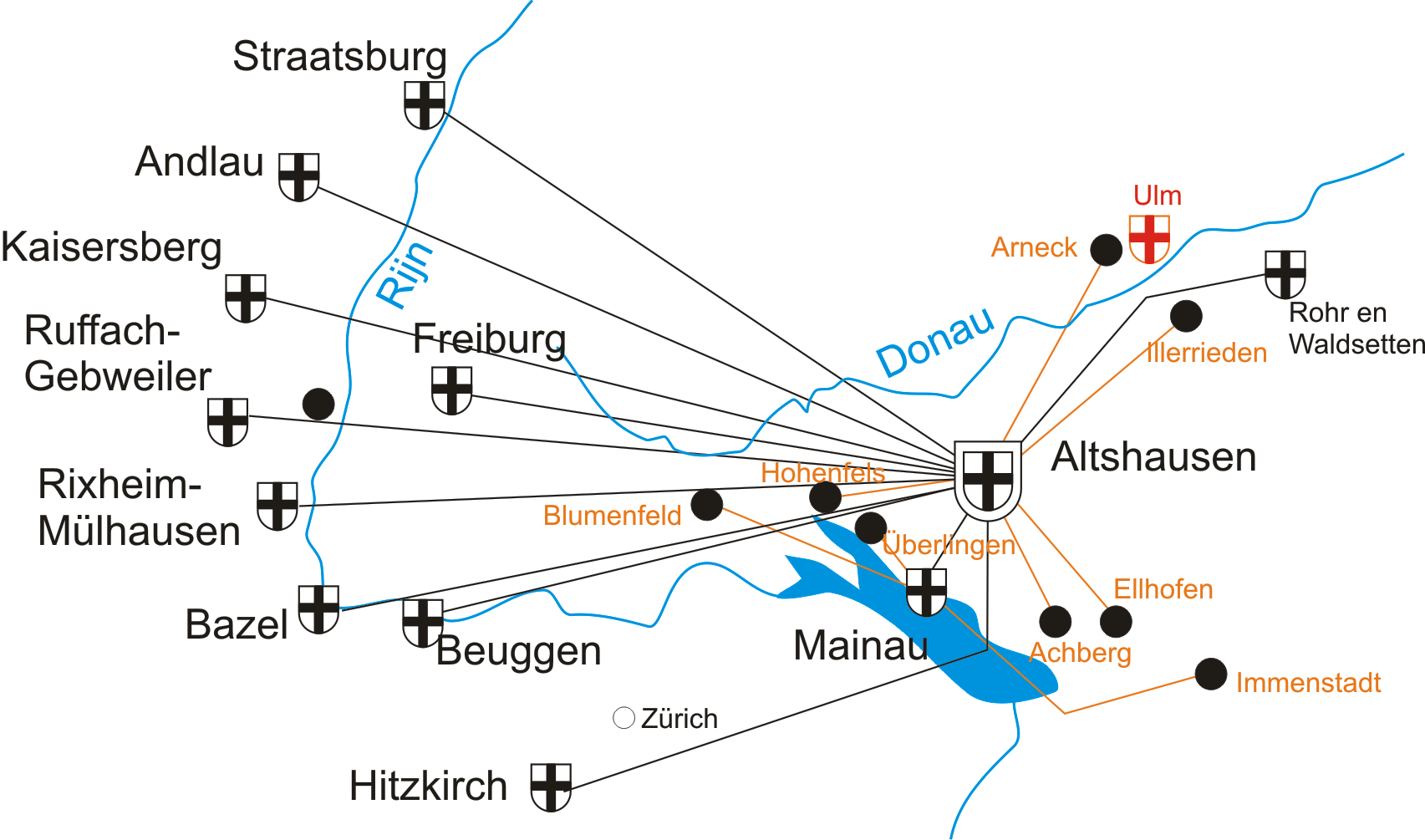
Kommenden und Besitzungen am Ende des alten Reiches

Die Ballei Elsass-Burgund (Deutscher Orden) umfasste Besitzungen in Südwestdeutschland, im Elsass und in der Schweiz.

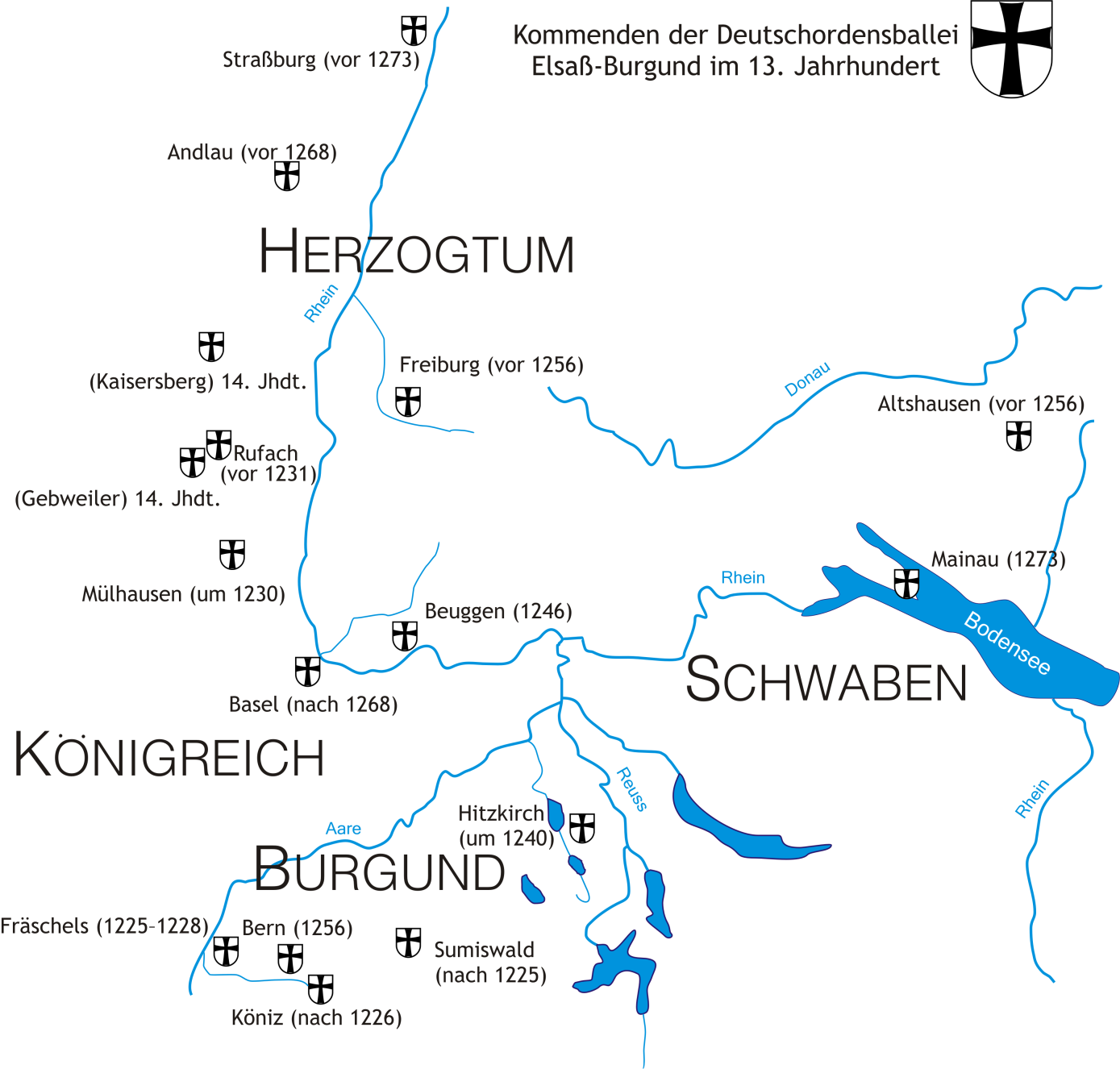
Kommenden von Elsaß-Burgund im 13. Jahrhundert

## Anfänge der Ballei
Die Ballei Elsass-Burgund wurde Anfang des 13. Jahrhunderts gegründet. Die Entstehung der Provinz verdankt der Orden dem Ordensbruder Gottfried, dass Nachname unbekannt ist, sich selber aber „von Rufach“ nannte. Dieser stand seit 1231 einem Ordenshaus vor und bezeichnete sich im Jahre 1235 zuerst als Landkomtur von Elsass u. im selben Jahr als Landkomtur von Elsass, Burgund und Breisgau.

## Sitz des Landkomturs
Der Landkomtur hatte von 1235 bis 1245 seinen Sitz in Ruffach bei Colmar im Elsass. Im Schloss Beuggen bei Rheinfelden ließ sich die Landeskommende von 1288 bis 1455 nieder. Von 1455 bis 1806 war Altshausen Sitz des Landkomturs, der in der dortigen Burg residierte.
Seit dem Dreißigjährigen Krieg wurde die Burg zum Schloss Altshausen umgebaut. Schließlich begann man 1729 mit dem Bau einer weitläufigen barocken Schlossanlage nach den Plänen des Architekten Johann Caspar Bagnato. Dieses Bauprojekt blieb aus finanziellen Gründen unvollendet; eine Intarsienarbeit mit einer Idealansicht befindet sich im Württembergischen Landesmuseum Stuttgart. 1774 stellte man die Bauarbeiten ein. Die gotische Pfarrkirche St. Michael hatte man entgegen der Ursprungsplanung nur barockisiert, das geplante hufeisenförmige Hauptgebäude wurde nicht gebaut.

## Kammerballei Elsass-Burgund
Durch die Orselnsche Reformen im 14. Jhd. unterstand Elsass-Burgund als „Kammerballei“ direkt dem Hochmeister. 1386 musste der Deutschmeister beim Hochmeister einen Kredit von 60.000 Gulden aufnehmen und dafür die Ballei Elsass-Burgund verpfänden. Die Rückzahlung sollte innerhalb von zwei Jahren erfolgen. Da der Deutschmeister dazu aber nicht in der Lage war, blieb die Ballei in der Unterordnung der hochmeisterlichen Kammer.
Die Balleienbrüder empfanden dies allerdings eher als Privileg als weniger eine Last, da es der Ballei einen Sonderstatus verlieh und so Adligen aus der Region, aber auch anderen Gebieten die Ballei ersuchten.

## Kommenden
Zeitweise galt die Ballei Schwaben-Elsass-Burgund als reichste Ballei des Deutschen Ordens.
Zur Ballei Schwaben-Elsass-Burgund gehörten folgende Kommenden:
- Südwestdeutschland: Deutschordenskommende Altshausen, Beuggen, Freiburg, Mainau, Rohr und Waldstetten
- Elsass: Andlau, Kaysersberg, Rixheim, Rufach (Rouffach), Straßburg
- Eidgenossenschaft: Basel, Bern, Fräschels, Hitzkirch, Köniz, Sumiswald

## Auflösung
Bereits während der Reformationszeit waren die meisten Schweizer Kommenden (mit Ausnahme der Kommende Basel) verloren gegangen. In den Kriegen des späten 17. Jahrhunderts annektierte Frankreich auch die elsässischen Kommenden.
Da die Ballei sowohl eine geistliche wie eine weltliche Herrschaft bildete, erfolgte zu Beginn des 19. Jahrhunderts eine Mediatisierung und Säkularisation, so dass die Ballei 1806 aufgelöst wurde. Ihr Besitz fiel verschiedenen Herrschaften zu (Württemberg, Bayern, Baden etc.).